# Aljaraque
Aljaraque er en by og kommune i det sydvestlige Spanien i provinsen Huelva. Den har et indbyggertal på 22.489 (2024) indbyggere.